# Scardona (stolica tytularna)

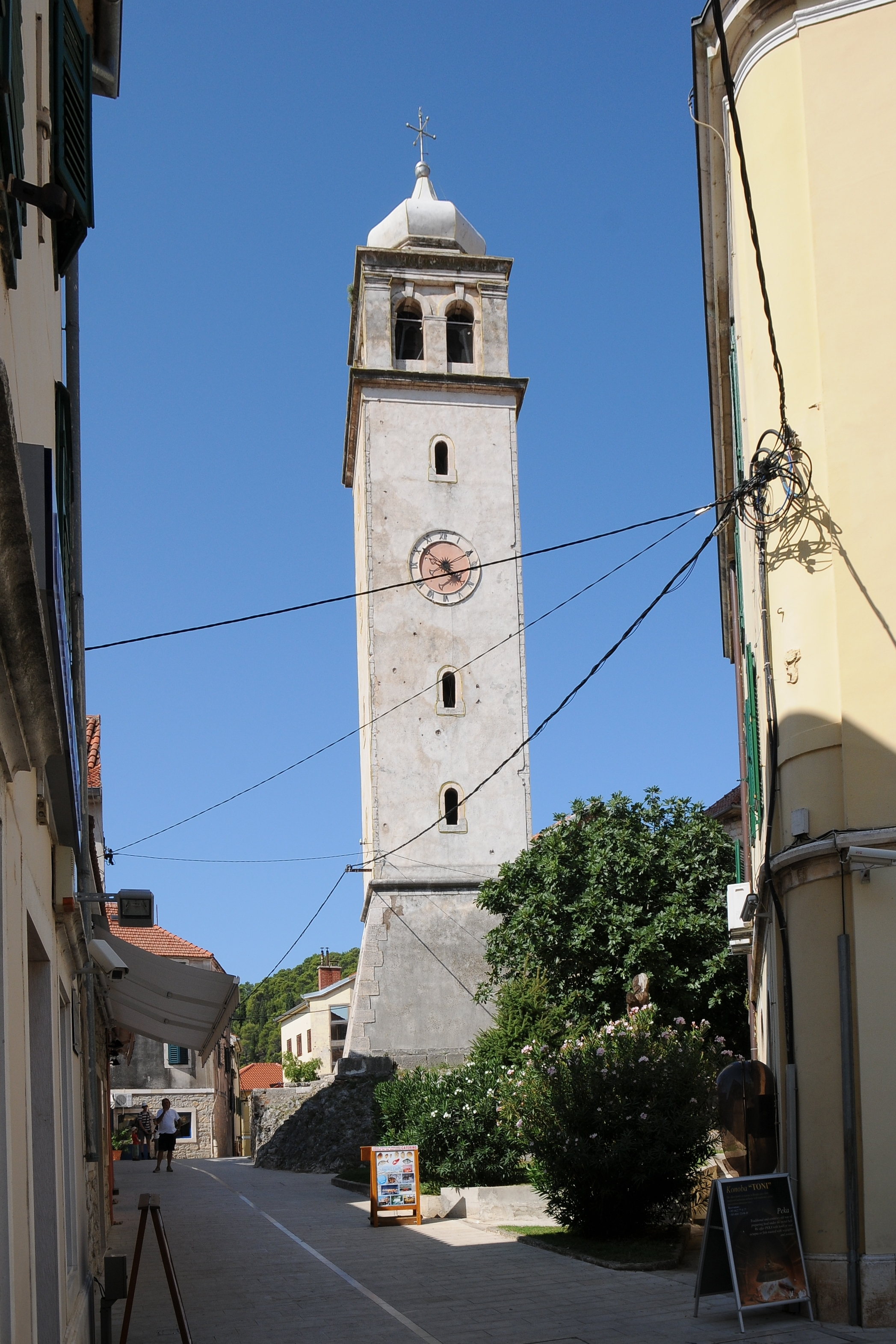
Dawna katedra diecezjalna w Skradinie

Scardona (łac. Diocesis Scardonensis) – stolica historycznej diecezji w Dalmacji Inferiore istniejącej od XII wieku do 1828. Po zniszczeniu miasta w Alba Maritima siedziba diecezji została przeniesiona do Scardony. Sufragania również historycznej archidiecezji Salona, współcześnie miejscowość Skradin w Chorwacji. Obecnie katolickie biskupstwo tytularne. 

## Biskupi tytularni
| Lp. | Biskup                   | Funkcja                                            | Od              | Do                |
| --- | ------------------------ | -------------------------------------------------- | --------------- | ----------------- |
| 1   | Cândido Lorenzo González | prałat terytorialny São Raimundo Nonato (Brazylia) | 5 grudnia 1968  | 26 maja 1978      |
| 2   | Anthony Pilla            | biskup pomocniczy Cleveland (USA)                  | 30 czerwca 1979 | 13 listopada 1980 |
| 3   | Jude Saint-Antoine       | biskup pomocniczy Montrealu (Kanada)               | 20 marca 1981   | 10 grudnia 2023   |
| 4   | Andrej Znoska            | biskup pomocniczy piński (Białoruś)                | 19 lipca 2024   |                   |